# 維京命運號
維京命運號（Viking Destiny）為一艘2017年啟用的滾裝船，載重6700CEU，船東為OSM Maritime。

## 簡介
維京命運號汽車船於2017年下水，
由中國長江航運集團(China Chang Jiang National Shipping Group Corporation )
建造,總噸位為62105噸，船長為199.9米（655英尺10英寸），船寬為34.9米（114英尺6英寸），吃水為10.02米（32英尺10英寸），深度為32.68米（107英尺3英寸），
主機系統為MAN-B&W 6S60ME-C8，
乘載汽車數量CEU(Car-Equivalent Units)為6700 CEU，
由瑞典船舶管理公司OSM Ship Management作為船東，並由南韓EUKOR公司承租。